# جامعة ولاية أوكلاهوما
جامعة ولاية أوكلاهوما (يشار إليها أيضا بشكل غير رسمي باسم ولاية أوكلاهوما، أوكستات، OSU) هي جامعة أبحاث برية وشمسية، وهي جامعة مختلطة، تقع في ستيلووتر، أوكلاهوما، الولايات المتحدة. تأسست OSU في عام 1890 بموجب قانون موريل. المعروف أصلا باسم، كلية أوكلاهوما الزراعية والميكانيكية (أوكلاهوما A & M)، هي مؤسسة رائدة لنظام جامعة ولاية أوكلاهوما. كان التسجيل الرسمي لفصل خريف 2010 على نطاق المنظومة كبيرا حيث وصل 35,073، مع تسجيل 23,459 طالبًا في OSU-ستيلووتر. يُظهر التسجيل أن صنف الطلاب الجدد في عام 2012 هو الأكبر على الإطلاق مع 4,298 طالبًا، ويتم تصنيف OSU من قبل مؤسسة كارنيجي كجامعة أبحاث ذات نشاط بحثي مرتفع.

## وصلات خارجية
- الموقع الرسمي

- ولاية أوكلاهوما موقع ألعاب القوى
- "Oklahoma Agricultural and Mechanical College" . Collier's New Encyclopedia. 1921. {{استشهاد بموسوعة}}: يحتوي الاستشهاد على وسيط غير معروف وفارغs: |HIDE_PARAMETER4=، |HIDE_PARAMETER2=، |HIDE_PARAMETER8=، |HIDE_PARAMETER5=، |HIDE_PARAMETER7=، |HIDE_PARAMETER10=، |HIDE_PARAMETER6=، |HIDE_PARAMETER9=، |HIDE_PARAMETER1=، و|HIDE_PARAMETER3= (مساعدة)